# Rhina ancylostoma
De Rhina ancylostoma (Rondbekkegrog of boogbekrog) is een zoutwatervis uit de familie Rhinidae. Het is de enige soort in het geslacht Rhina.

## Beschrijving
De soort kan een maximale lengte bereiken van 270 cm en een gewicht van 135 kg behalen.

## Verspreiding
Deze rog komt voor in de tropische wateren langs alle kusten van de Indische Oceaan, de Rode Zee, de Arabische Golf, het Indopacifisch gebied, de noordkust van Australië en het westen van de Grote Oceaan op diepten van 3 tot 90 meter op zandige of modderige bodemsoorten, vaak nabij (koraal-)riffen en scheepswrakken.

## Leefwijze
Het dieet van de vis bestaat hoofdzakelijk uit dierlijk voedsel. Met name krabben, garnalen en schelpdieren.
De vis is ovovivipaar: na een inwendige bevruchting van de eitjes komen er meestal vier jongen uit in het lichaam van de moeder, die van daaruit in het water belanden. Bij de geboorte zijn de jongen ongeveer 45 cm lang.

## Relatie tot de mens
Er wordt in Zuidoost-Azië gericht gevist op de soort. Deze visserij vindt plaats met kieuwnetten en is nauwelijks gereguleerd en daardoor ook slecht gedocumenteerd. In Indonesië daalde het aantal bootjes dat zich hiermee bezighield van 500 in 1987 naar 100 in 1996, wat wijst op een achteruitgang van de soort.
Daarnaast wordt de rog ook gevangen als bijvangst bij verschillende andere typen visserij zoals trawlvisserij en langelijnvisserij. Het visvlees is in Azië zeer gewild en de vinnen van deze vis brengen veel geld op. In Zuid- en Zuidoost Azië gaat ook de biotoop voor deze soort achteruit. Dit komt door het vissen met dynamiet, vernietigen van koraalriffen en door slib uit rivieren, wat weer door ontbossing wordt veroorzaakt. De soort is volgens de Rode Lijst van de IUCN een kwetsbare diersoort.
De soort wordt gehouden in sommige voor het grote publiek toegankelijke aquaria. De rog kan in gevangschap lang in leven blijven en zich voortplanten.